# Astrapephora romanovi
Astrapephora romanovi là một loài bướm đêm trong họ Geometridae.